# Aeroporto Outeiro das Brisas
O Aeroporto Outeiro das Brisas está localizado no Condomínio Outeiro das Brisas, em Caraíva, Porto Seguro, e é de uso para operações de aeronaves dos moradores do condomínio Outeiro das Brisas e de visitantes das pousadas e praias da região do povoado de Curuípe, onde se encontra a famosa Praia do Espelho. A pista possui 950m e cabeceiras 16/34.